# Excimerlaser
Een excimerlaser of excimeerlaser is een gepulste ultraviolet laser die werkt op basis van excimeren. Een excimeer - of juister gezegd een exciplex - is een kortlevende verbinding tussen twee edelgassen (excimeer, Engels: excited dimer) of tussen een edelgas en een halogeen (exciplex, Engels excited complex). Edelgassen gelden als chemisch inert, maar toch werd gevonden, dat dimeren zoals Ar2 konden bestaan. Ze hebben wel een korte levensduur en vervallen met uitzending van een ultraviolet foton. Nog later werden dan exciplexen gevonden zoals KrF waarbij een edelgas bindt aan een halogeen. Ook hier is de levensduur kort en vervalt het exciplex met uitzending van een ultraviolet foton. Om aan te geven dat het edelgas aangeslagen is en dat het exciplex maar kort leeft, noteert men dit dikwijls met een sterretje: Kr*F. De uitgezonden fotonen liggen in het ultraviolet. Met een dwarse, elektrische pulsontlading in een mengsel van kryptongas en fluorgas vormen zich Kr*F exciplexen. Spontane emissie van een foton door verval van een exciplex geeft gestimuleerde emissie in de andere exciplexen en zo ontstaat een laserpuls van ultraviolet licht.

## Soorten
Hoewel de dimeren eerst gevonden werden, vinden in praktijk alleen exciplexen toepassing omdat die efficiënter werken. Het gaat dus telkens om een zwaarder edelgas, dus argon, krypton, of xenon met erbij gemengd een licht halogeen, hetzij difluor F2, hetzij waterstofchloride HCl. Lichtere edelgassen zoals helium of neon en zwaardere halogenen zoals dibroom of di-jood vormen geen exciplexen. Daarom wordt helium toegepast om het eigenlijke gasmengsel in op te lossen. De lasers zijn dus:
- argonfluoride Ar*F 193 nm
- kryptonfluoride Kr*F 248 nm
- xenonfluoride Xe*F 351 nm
- kryptonchloride Kr*Cl 222 nm
- xenonchloride Xe*Cl 308 nm

## Toepassingen
Een belangrijke toepassing van excimerlasers wordt gebruikt in de oogheelkunde, met name ablatie van het hoornvlies om bijziendheid te corrigeren: laserkeratotomie. Door lage golflengtes te gebruiken (bijvoorbeeld een Nd:YAG laser @λ 1,06 μm) kan een ontzettend kleine focus verkregen worden, (bij de Nd:YAG 5μm of kleiner) wat de precisie ten goede komt. De lagere absorptiewaarde van water bij de Nd:YAG laser ten opzichte van de CO2-laser, die door zijn groter golflengte weer minder precisie met zich meebrengt, wordt gecompenseerd door het geven van korte pulsen met een hoge energiedichtheid (energie per oppervlakte eenheid)
Een andere belangrijke toepassing van excimerlaser is te vinden in de halfgeleiderindustrie, met name om fotoresist te belichten met fijne structuren om er geïntegreerde schakelingen zoals voor processors of geheugens mee te maken. De golflengte in het ultraviolet is gewenst om fotoresist te belichten en ook om fijne structuren te maken: hoe kleiner de golflengte, hoe fijner structuren mogelijk zijn, vanwege de diffractie. Het groot voordeel van de excimerlaser ten opzichte van eerder gebruikte ultraviolet-lampen is, dat de golflengte niet breed uitspreidt, maar nauw blijft: monochromatisch. Dit maakt fijnere structuren mogelijk, omdat chromatische aberratie geen rol speelt.

## Gasverbruik
De elektroden die voor de dwarse ontlading instaan, bestaan uit Nikkel. Aangezien de halogenen toch ietwat reageren met het vrij inerte nikkel, vervuilt het gas en vermindert de inhoud aan halogeen. De uitgangsenergie van de laser daalt dan. Het gasmengsel moet dus regelmatig ververst worden. Doorgaans wordt de laser leeggepompt over een filter van actief kool en dan opnieuw gevuld met halogeen een edelgas. De filter moet bij verzadiging vervangen worden en als gevaarlijk afval afgevoerd worden.

## Veiligheid
Excimerlasers stralen ultraviolette, dus onzichtbare straling uit. Er zijn dus maatregelen vereist ter bescherming van ogen en huid. Fluorgas en chloorgas tasten de longen aan. Er zijn dus maatregelen vereist om lekken te voorkomen en om de uitstoot van die gassen in het milieu te voorkomen.